# Reinhard Urschel
Reinhard Urschel (* 22. August 1952 in Ludwigshafen am Rhein) ist ein deutscher Journalist und Buchautor.

## Leben
Während seines Studiums der Germanistik und der Politischen Wissenschaften, das Urschel von 1972 bis 1978 in Mannheim absolvierte, arbeitete Urschel als Freier Mitarbeiter für die Tageszeitung Die Rheinpfalz. Von 1974 bis 1976 war er Stipendiat des katholischen Instituts zur Förderung publizistischen Nachwuchses. 1979 wurde er Redakteur bei der Hannoverschen Allgemeinen Zeitung. 1989/90 wechselte er in das Bonner, 1999 in das Berliner Büro der Hannoverschen Allgemeinen Zeitung. Ab Mai 2007 war er Leiter des Berliner Büros der HAZ. Seit 2015 arbeitet er im Team des RedaktionsNetzwerks Deutschland der Verlagsgesellschaft Madsack.
2002 erschien sein Buch Gerhard Schröder. Eine Biographie bei der Deutschen Verlags-Anstalt in Stuttgart und München. Die Rezensenten waren davon enttäuscht (Frankfurter Allgemeine Zeitung), fanden es „ermüdend und verwirrend“ (Frankfurter Rundschau), undifferenziert und faktenhuberisch (Süddeutsche Zeitung), solide, aber tödlich langweilig, und viel zu ausführlich (Die Tageszeitung).
Arno Widmann resümierte in der Berliner Zeitung, man wisse „nach vierhundert Seiten Urschel-Lektüre nichts über Schröder, das man nicht vorher aus der Zeitungslektüre schon wusste“ und hielt das Buch, ebenso wie das von Jürgen Hogrefe, für „Beiträge zur sozialdemokratischen Wahlkampagne“.
Günter Müchler lobte in Deutschlandradio das Buch als „in erfreulicher Weise unakademisch“, der Verfasser enthalte sich wertender Urteile und verlege sich ganz auf die Methode der Beschreibung.
Andreas Beckman schrieb in der Zeitschrift für Politikwissenschaft, das Buch sei gut lesbar, der überwiegende Teil sei jedoch keine Biographie im herkömmlichen Sinne, sondern erinnere bisweilen an eine Aneinanderreihung von Presseartikeln.  
In ihrer politikwissenschaftlichen Dissertation von 2007 referiert Nicole Kaspari die Kritik, dass sowohl Urschel als auch Hogrefe ihrem Rechercheobjekt „überaus zugeneigt“ seien, und ergänzt, dass die SPD-eigene Deutsche Druck- und Verlagsgesellschaft Anteilseignerin von Urschels Arbeitgeberin, der Hannoverschen Allgemeinen Zeitung, sei.
Urschel ist Mitglied der Jury des Pater-Wolfgang-Seibel-Preises.

## Veröffentlichungen
- Gerhard Schröder. Eine Biographie. Dt. Verl.-Anst., Stuttgart und München 2002, ISBN 3-421-05508-4.